# Галлоппа, Даниэле
Даниэ́ле Галло́ппа (итал. Daniele Galloppa; 15 мая 1985, Рим) — итальянский футболист и тренер, полузащитник.

## Клубная карьера
Родился 15 мая 1985 года в городе Рим. Воспитанник футбольной школы клуба «Рома», в которой учился с семи лет. 9 июля 2004 года для получения игровой практики Даниэле был отдан в клуб Серии Б «Триестина», в которой провёл два сезона, приняв участие в 56 матчах второго дивизиона Италии.
17 августа 2006 года перешёл на правах аренды в «Асколи», в составе которого дебютировал в Серии А 17 сентября 2006 года в матче против «Мессины», выйдя на замену на 27-й минуте второго тайма вместо Фабио Пеккьи. За полгода он провёл в команде 13 матчей и 30 января 2007 года, снова на правах аренды оказался в другом клубе высшего дивизиона «Сиена», где и доиграл сезон. 6 июля, по завершении сезона, остался в «Сиене» на правах совладения за 1,1 млн евро. Первый гол в высшем дивизионе забил 7 октября 2007 года в игре против «Эмполи» (3:0). 26 июня 2008 года совладение было решено в пользу тосканской команды.
26 июня 2009 года Галлоппа за 5 млн евро перешёл на условиях сособственности в «Парму». Галлоппа быстро стал основным игроком команды и в сезоне 2009/10 сыграл в 34 матчах чемпионата. В июне 2010 года совладение игрока продлено ещё на год. Следующий сезон был прерван травмой передней крестообразной связки левого колена, которую он получил в предсезонном товарищеском матче против донецкого «Шахтёра» 10 августа 2010 года, из-за чего не играл до января 2011 года. В результате Галлоппа провёл 11 матчей в течение всего сезона. Тем не менее, «Парма» решила выкупить контракт игрока в июне 2011 года за 5 млн евро.
21 октября 2012 года Галлоппа ещё раз травмировал крестообразную связку левого колена в матче чемпионата против «Сампдории», что исключило его из игры до конца сезона. Он вернулся в игру только летом 2013 года, во время предсезонного сбора. Впрочем, во время них 31 июля Галлоппа получил травму в товарищеском матче против «Марселя», разорвав переднюю крестообразную связку правого колена, через которую пропустил фактически весь сезон 2013/14, сыграв лишь в последнем туре чемпионата. В следующем сезоне Галлоппа совершил 19 выступлений за «Парму» во всех турнирах, после чего команда была признана банкротом и отправлена в любительские соревнования, а Галлоппа получил статус свободного агента. Всего Даниэле отыграл за пармскую команду шесть сезонов своей игровой карьеры, приняв участие в 110 играх во всех турнирах.
8 сентября 2015 года Галлоппа стал игроком клуба Серии Б «Модена», возглавляемой Эрнаном Креспо, с которым Галлоппа ранее играл в «Парме». 7 февраля 2016 года Галлоппа получил ещё одну травму крестообразной связки правого колена в домашнем матче против «Чезены» (0:0), оставшись вне игры на оставшийся сезон. Это была его четвертая серьёзная травма колена за пять лет.
Восстановившись от травмы, Галлоппа тренировался как свободный агент с первой командой «Кремонезе», а в 2017 году отправился в аренду в «Каррарезе» из Леги Про, третьего итальянского дивизиона, где и провёл свои последние 11 матчей на профессиональном уровне.

## Карьера в сборной
В 2003 году дебютировал в составе юношеской сборной Италии (U-18), после чего играл за команды до 19 и 20 лет. 5 июня 2005 года тренер сборной до 20 лет Паоло Берреттини включил его в заявку на молодёжный чемпионат мира 2005 года в Нидерландах, где Галлоппа забил 2 гола, а его команда дошла до четвертьфинала. В общей сложности на юношеском уровне принял участие в 31 играх, отличившись 5 забитыми голами.
В течение 2005—2006 годов привлекался в состав молодёжной сборной Италии. Дебютировал 7 октября 2005 года в матче против Словении (1:0) в рамках отбора к молодёжному чемпионату мира. Всего на молодёжном уровне сыграл в пяти официальных матчах.
В 2008 году защищал цвета олимпийской сборной Италии, с которой выиграл Турнир в Тулоне. В составе этой команды провёл 3 матча.
6 июня 2009 года дебютировал в официальных играх в составе национальной сборной Италии в товарищеском матче против Северной Ирландии (3:0) в Пизе, заменив на 74 минуте Гаэтано Д’Агостино. 18 ноября того же года Галлоппа сыграл свой второй и последний матч за сборную, выйдя после перерыва вместо Давиде Бьондини в товарищеской игре против Швеции (1:0).

## Тренерская карьера
Он стал помощником главного тренера в «Сантарканджело» в конце сезона 2017/18. По итогам того сезона клуб вылетел в Серию D и 13 августа 2018 года Галлоппа занял пост главного тренера. По итогам сезона 2018/19 команда заняла 18 место и, проиграв плей-аут, должна была вылететь в Эччеленцу, пятый по уровню дивизион страны, впрочем, не заявилась туда и прекратила своё существование.